# Паспорт громадянина Хорватії

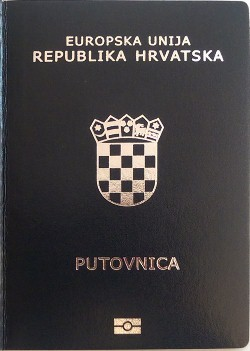
Обкладинка біометричного паспорту

Паспорт громадянина Хорватії — документ, що видається громадянам Республіки Хорватія для здійснення поїздок за кордон. Видається Міністерством закордонних справ Хорватії, а для громадян, що проживають за межами країни — хорватськими посольствами та консульствами.
З липня 2009 р. розпочалася видача біометричних паспортів.
| Прапор Хорватії | Це незавершена стаття про Хорватію. Ви можете допомогти проєкту, виправивши або дописавши її. |